# Chloris
Chloris és un gènere de plantes de la subfamília de les cloridòidies, família de les poàcies, ordre de les poals, subclasse de les commelínides, classe de les liliòpsides, divisió dels magnoliofitins.

## Sinònims
Actinochloris Steud., nom. inval., 
Agrostomia Cerv.,
Apogon Steud., nom. inval., 
Chlorostis Raf., 
Geopogon Steud., nom. inval.,
Heterolepis Boiss., nom. inval.,
Phacellaria Steud., nom. inval., 
Pterochloris (A. Camus) A. Camus.